# Pleurodema somuncurense

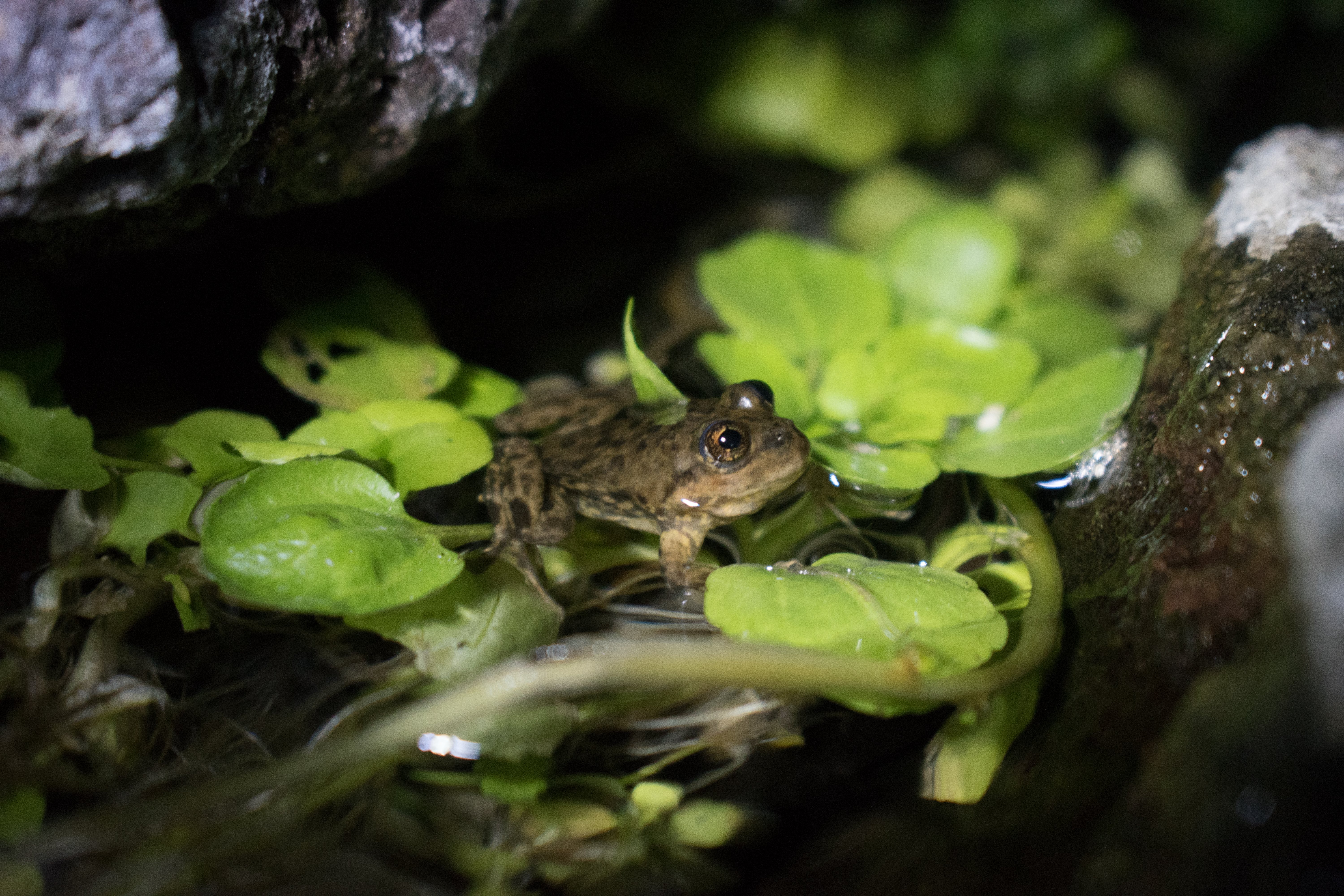
Pleurodema somuncurense en su hábitat: el Arroyo de Valcheta.

La ranita del Valcheta (Pleurodema somuncurense), El Rincon Stream Frog o Valcheta Frog (en inglés ) es una especie de anfibio anuro de la familia Leptodactylidae .  

## Descripción
Fue descrita en 1969 por Cei. El holotipo corresponde a una hembra colectada en la estancia El Rincón que se encuentra depositada en el Instituto de Biología Animal de la Universidad Nacional de Cuyo  Se distingue fácilmente por la estructura del iris y por la brillante línea dorada que atraviesa el medio de su dorso. Las hembras miden entre 30 y 44 mm y son más grandes que los machos (de entre 28 a 35 mm). Su piel es lisa en todo el cuerpo, lo que le facilita el intercambio gaseoso en el agua . El dorso es pardo-amarillento con manchas negruzcas distribuidas en todo el cuerpo; el vientre es reticulado gris, marrón sobre fondo claro. La cabeza resulta más larga que ancha, con el hocico redondeado . Los ojos, grandes, están ubicados dorsalmente y tienen un diseño llamativo, con la pupila horizontal. La lengua es casi circular, libre posteriormente. El tímpano puede distinguirse y está cubierto por una delicado pliegue. Los antebrazos son delgados. Las patas traseras tienen dedos largos y su membrana interdigital está bien desarrollada para nadar . Los adultos presentan dimorfismo sexual, el cual se expresa en el mayor tamaño promedio de las hembras y en la presencia de callosidades nupciales de color gris pálido únicamente en los machos.
Los renacuajos también son oscuros: marrón-dorados dorsalmente y gris rojizos ventralmente. Tienen aletas caudales transparentes, con manchas amarronadas. Cuando ya cuentan con pequeñas patas traseras alcanzan entre 40 y 44 mm de longitud y en plena metamorfosis llegan a medir de 46 a 49. La cabeza es más ancha que el cuerpo. El tamaño de las ranitas ya transformadas resulta menor: apenas 18 mm, dado que desaparece la "cola" o aletas caudales.

## Distribución geográfica
Es una especie microendémica de Argentina, habita la Meseta de Somuncurá, en el norte de la Patagonia. Su distribución conocida se restringe a los manantiales de filtración ubicados entre los 500 y 800 m s. n. m. en las cabeceras del arroyo Valcheta de la localidad de Chipauquil, al nordeste de la Meseta.

## Ecología
Es una especie de hábitos mayormente acuáticos y se la puede encontrar bajo las piedras o sumergidas debajo de masas flotantes de musgos. También es frecuente observarlas entre las plantas acuáticas en la orilla del arroyo. Se trata de una especie de hábitos nocturnos, que permanece oculta durante el día. Estas ranitas se encuentran activas durante todo el año, a pesar de las bajas temperaturas del invierno patagónico. Esto quiza se deba a las características termales del agua. Esta especie presenta una dieta muy variada compuesta por presas terrestres que incluye tipúlidos, polillas, bichos bolita y arañas, a la que se suman presas acuáticas mayormente conformadas por larvas de diversos invertebrados. Presenta preferencia por los bichos bolita, mientras que rechaza diversas especies de hormigas. Se reproducen estacionalmente durante primavera-verano (principalmente los meses de septiembre a febrero). El amplexo más frecuente es el inguinal. Los huevos eclosionan aproximadamente en tres días y el desarrollo de los renacuajos se demora entre dos y tres meses en promedio.

## Estado de Conservación y Amenazas
Actualmente se encuentra en Peligro Crítico según la IUCN, a causa de la destrucción de su hábitat. Se encuentra En Peligro en la Lista Roja Nacional. Sus principales amenazas son: la trucha arcoiris (Oncorhynchus mykiss), que se alimentan de la ranita de Valcheta ; la presencia de ganado (vacuno, equino, ovino y caprino) que se alimenta de la vegetación de las orillas, reduciendo la disponibilidad de refugios, alimento y sitios reproductivos . El ganado, además, pisotea y defeca en el arroyo generando la eutrofización del mismo. El efecto combinado del cambio climático global y la aparición reciente de enfermedades emergentes es considerada otra amenaza. La ranita del Valcheta se encuentra infectada por hongo quitridio, Batrachochytrium dendrobatidis y si bien al momento no se han hallado individuos gravemente enfermos, se asume que, en sinergia con otras amenazas, esta infección podría resultar perjudicial para la especie.

## Acciones de Conservación
El hábitat actualmente ocupado por la ranita del Valcheta se encuentra legalmente protegido con la figura de Área Natural Protegida Meseta de Somuncura, la cual fue declarada por Decreto Provincial Nº 356/1986 y es manejada por la Secretaría de Ambiente y Cambio Climático (SAyCC) de la provincia de Río Negro. Sin embargo, el manejo histórico del área ha sido insuficiente para garantizar la supervivencia de los endemismos del arroyo ya que el uso del mismo, en general, lo realizan los propietarios de estancias con fines productivos. En este marco, en el año 2012 se creó la Iniciativa Meseta Salvaje (actualmente integrada a la Fundación Somuncura) con el objetivo de promover la conservación de especies amenazadas y autóctonas que habitan en el área incluyendo a la ranita del Valcheta. La iniciativa viene trabajando por la conservación de esta especie sobre tres pilares de acción que son: investigación científica, manejo adaptativo, y generación de conciencia.
Para lograr la viabilidad a largo plazo de esta especie en la naturaleza, se definió una estrategia de manejo orientada a recuperar las poblaciones silvestres. Como primera medida se trabajó en reducir las amenazas en el hábitat cercando diferentes porciones de arroyo que resultan clave para la reproducción de la especie, con el fin de evitar el disturbio ocasionado por el ganado. Esto permitió en todos los casos que los hábitats se recuperaran rápidamente.
Además, en aquellos sitios restaurados, pero separados por tramos donde habita la trucha arcoíris, se optó por la recolonización de la especie mediante su reintroducción. En el año 2014, gracias al apoyo del Amphibian Ark y la Fundación Azara, se creó el primer centro argentino de rescate y cría de anfibios amenazados, en el Laboratorio de Herpetología del Anexo Museo de La Plata el cual se enmarcó dentro del Programa Cururú.
Las tareas de manejo y conservación se realizan en el marco del Plan de Acción para la Conservación de la ranita del Valcheta. El Plan de Acción se encuentra disponible online en el sitio web de la Amphibian Survival Alliance.